# Holothrix schimperi
Holothrix schimperi är en orkidéart som beskrevs av Heinrich Gustav Reichenbach. Holothrix schimperi ingår i släktet Holothrix och familjen orkidéer. Inga underarter finns listade i Catalogue of Life.